# Mercedes-Benz W222
La Mercedes-Benz W222 è la sesta generazione della Mercedes-Benz Classe S, un'autovettura di lusso prodotta dalla casa automobilistica tedesca Mercedes-Benz dal 2013 al 2020.

## Profilo e caratteristiche

### Debutto
Destinata a sostituire la W221, ma anche le Maybach 57 e 62, da poco uscite di produzione ed i cui numeri di vendita si sono rivelati sensibilmente inferiori alle aspettative, la W222 è stata presentata il 15 maggio 2013 in una cornice insolita: all'interno di un hangar di Amburgo per l'assemblaggio e la produzione di velivoli Airbus. Qui la vettura è stata svelata alla presenza dell'orchestra Filarmonica di Amburgo, che ha accompagnato la presentazione della vettura con l'esecuzione di alcuni brani di musica sinfonica.

### Design

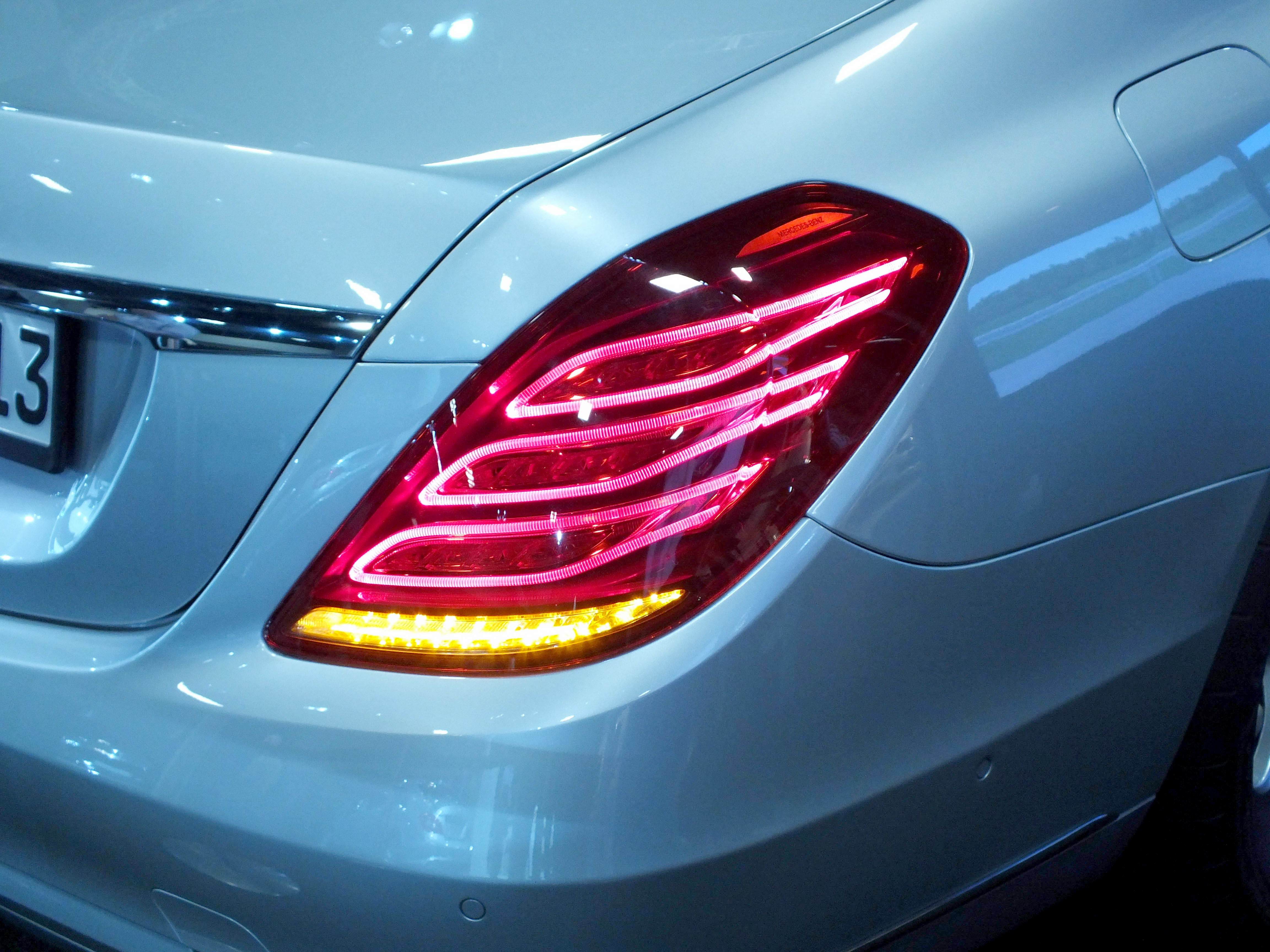
Dettaglio del faro posteriore "Full-LED" di una Classe S

Per quanto riguarda lo stile esterno del corpo vettura, essa rimane fedele alla tradizionale impostazione dei volumi, proponendo una berlina (o anche una limousine nel caso della versione a passo lungo) di tipo classico, ma attualizzata nello stile, in modo da restare al passo con i tempi e con la concorrenza, ed anzi stabilendo alcuni primati in fatto di innovazione. I designer sono rimasti fedeli ai dettami stilistici che hanno caratterizzato tutte le vetture con la stella a tre punte che sono state introdotte negli ultimi due anni, in particolare i modelli CLA e la Classe E restyling, entrambi introdotti nel mercato qualche mese prima rispetto alla W222. Di queste viene riproposto il tema dei fari solcati da linee di luci a LED, secondo il principio della tecnologia full-led che dall'inizio del secondo decennio del XXI secolo ha preso a diffondersi specialmente nelle vetture di fascia alta e medio-alta. In particolare, la W222 non dispone di alcuna lampadina ad incandescenza, neppure nell'abitacolo, ma solo luci a LED, prima auto al mondo a vantare tale primato. Tipici del marchio di Stoccarda sono alcuni elementi come la grande calandra trapezoidale a sviluppo orizzontale sulla cui sommità è posto il tradizionale stemma a tre punte. Il paraurti anteriore ha un disegno aggressivo grazie alla due vistose prese d'aria laterali destinate al raffreddamento dell'impianto frenante. La fiancata è caratterizzata da una linea di cintura alta e dall'andamento a parabola che discende verso la coda. Quest'ultima segue la stessa linea di cintura dando luogo ad un terzo volume disegnato per favorire la penetrazione aerodinamica.

### Interni

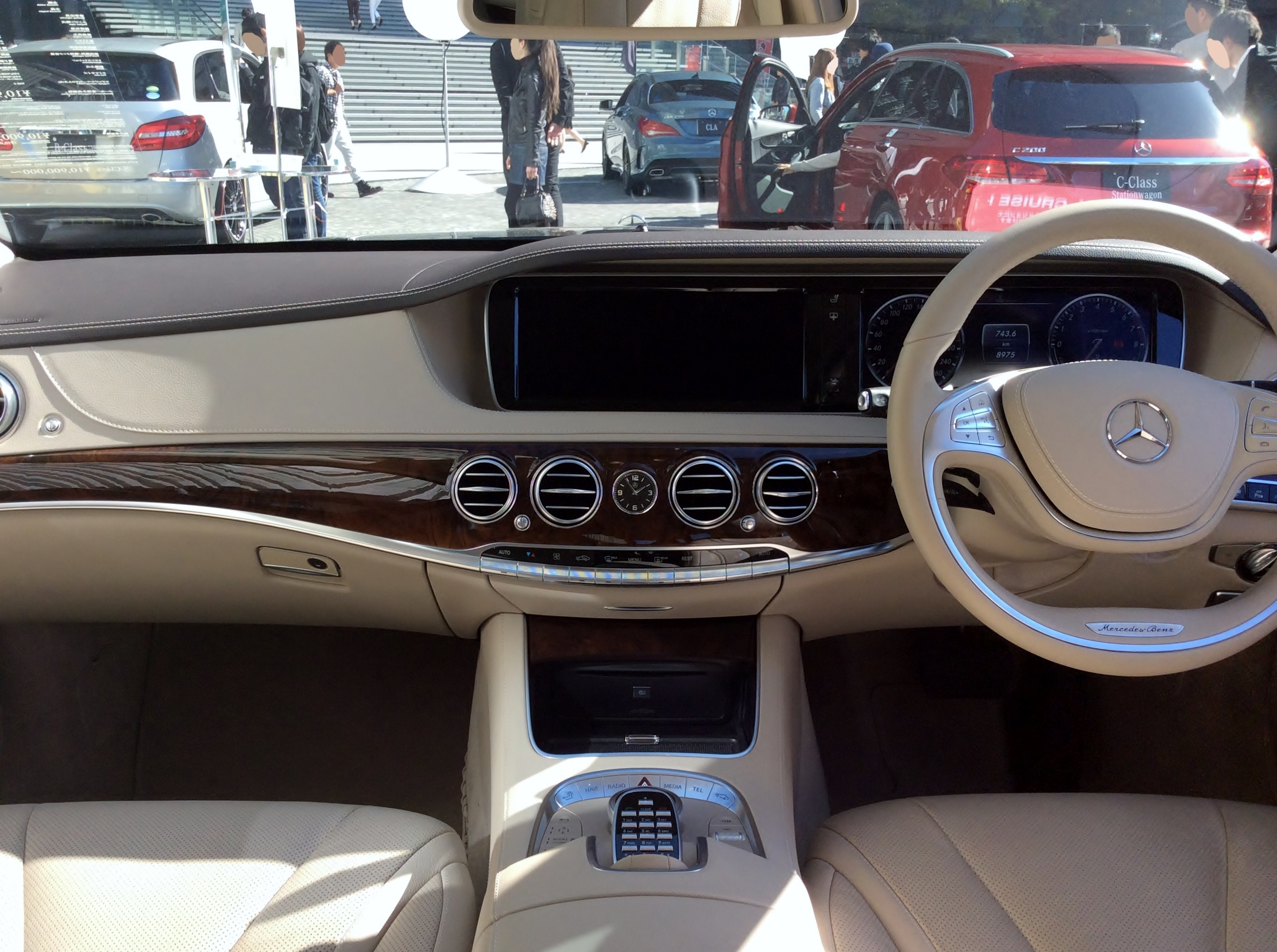
Abitacolo di una Classe S; notare il caratteristico volante a due razze

Gli interni sono lussuosi e spaziosi come si conviene ad una vettura di tale rango: la casa tedesca ha infatti posto la vettura ai vertici assoluti nella sua categoria. Come già accennato, l'illuminazione riprende la tecnologia full-led già utilizzata nei gruppi ottici, sia anteriori che posteriori. Lo spazio, già abbondante nella versione berlina, aumenta ulteriormente nella versione limousine, con passo allungato di 13 cm (sigla di progetto: V222). Ciò vale specialmente per la parte posteriore dell'abitacolo della versione Lunga, dove è possibile scegliere tra cinque varianti di divano, con differenti funzionalità più o meno ricche. A proposito della versione a passo lungo, va menzionata una particolarità: il progetto della serie 222 si è concentrato fin dall'inizio sulla versione a passo lungo. Per la prima volta nella storia della Classe S, è la versione a passo corto ad essere derivata da quella lunga e non viceversa.
Il posto guida è caratterizzato da un cruscotto digitale con tecnologia black-panel, mentre la console centrale è invece dominata da un grosso display da 12"3, sotto il quale trovano posto quattro bocchette di aerazione ed un orologio. Il sistema di infotainment è provvisto di un dispositivo di gestione vocale che consente di gestire molte funzionalità (telefono, GPS, ecc) tramite la sola voce del conducente.

### Innovazioni
Tra le novità proposte dalla W222, oltre al già citato sistema di controllo vocale ve ne sono altre di notevole peso: rimanendo nell'ambito dell'infotainment, va menzionata la possibilità di ciascun passeggero di scegliere la propria fonte multimediale indipendentemente dagli altri (diversi brani musicali, ad esempio). Inoltre, lo stesso impianto hi-fi è di nuova concezione e prevede il posizionamento dei woofer non più nelle tasche delle portiere, ma nella paratia tra abitacolo e motore. In questo modo, i woofer sfruttano i volumi all'interno dei longheroni e delle traverse come cassa di risonanza. Tale sistema è completato con il collocamento dei tweeter in posizione più elevata.
Tra le altre innovazioni introdotte dalla W222 vanno ricordati i sedili a massaggio differenziato, oltre a un sistema che serve a diffondere per mezzo del climatizzatore una profumazione all'interno dell'abitacolo. Ed ancora vanno ricordati i sedili a ventilazione attiva, un sistema che permette ad esempio nelle giornate più calde di far trovare la vettura con i sedili a temperatura confortevole e non incandescenti per via del sole battente.

### Struttura, meccanica e motori

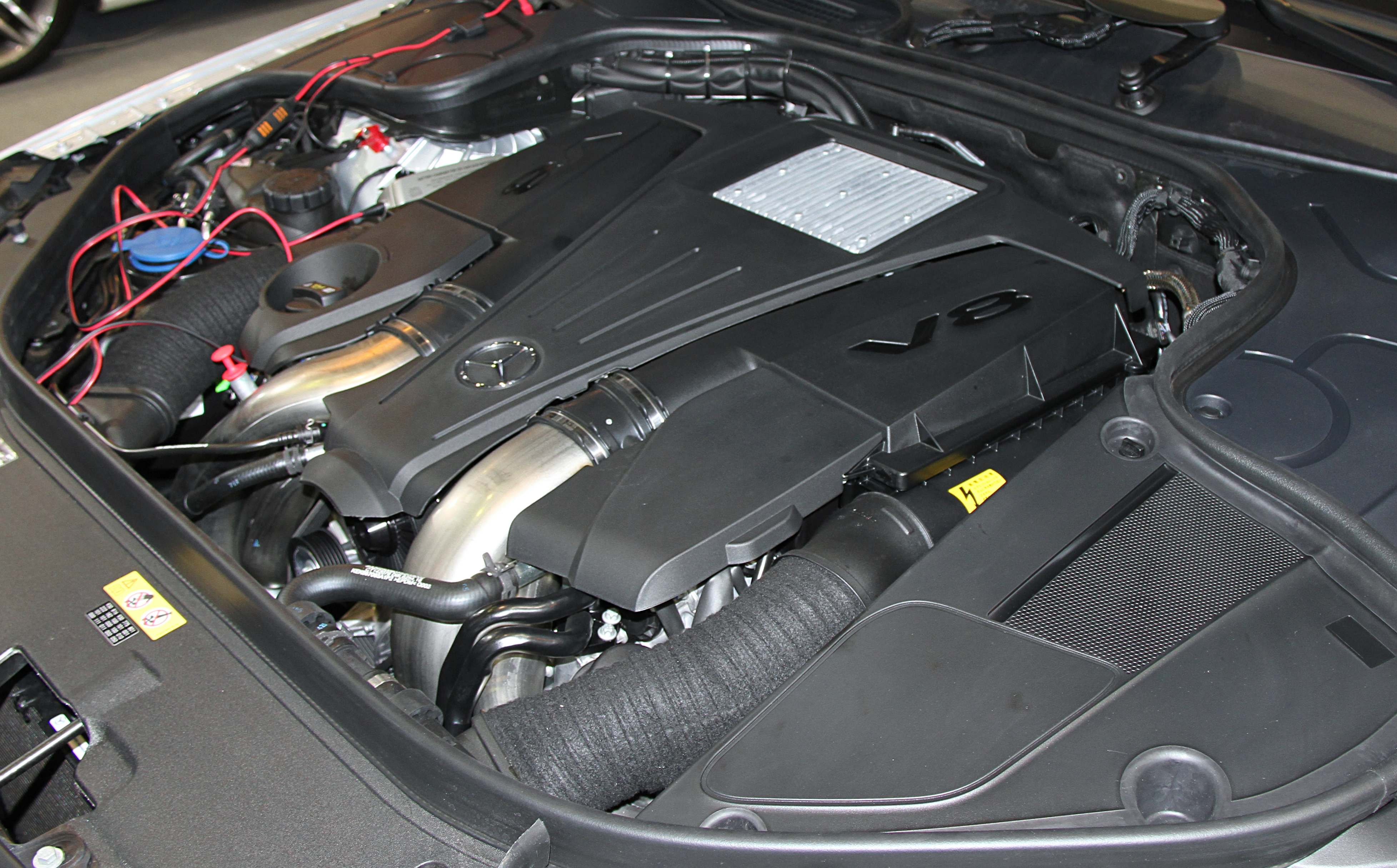
Il motore della S 550 LWB, corrispondente alla S 500 Lunga commercializzata nel Vecchio Continente

La scocca della W222 è una struttura al contempo leggera e resistente, che fa largo uso di acciai altoresistenziali per quanto riguarda la cella abitativa, mentre utilizza estrusi di alluminio nella zona frontale e in quella posteriore. I longheroni e le traverse di rinforzo della scocca sono stati progettati per ottimizzare il flusso dell'energia cinetica conseguente ad un impatto, sia laterale che frontale o in coda. La rigidezza torsionale della scocca risulta di 40.500 N/°, contro i 27.500 della serie W221. Il pianale utilizzato è invece un'evoluzione diretta di quello della precedente W221.
Dal punto di vista telaistico, la W222 propone anch'essa innovazioni sul fronte della dinamica di marcia unita al comfort. Per cominciare, sia sull'avantreno che sul retrotreno, entrambi con schema multilink, viene riproposto il sistema di sospensioni pneumatiche già presente nella precedente Classe S e che prevede l'adattamento automatico delle sospensioni al tipo di fondo stradale, dà la possibilità di alzare l'assetto della vettura nell'affrontare fondi più sconnessi per riabbassarsi automaticamente non appena si incontra un asfalto più liscio e la velocità aumenta. Tale sistema fa uso di molle pneumatiche e di ammortizzatori monotubo a regolazione elettronica continua. In abbinamento a questo già sofisticato dispositivo, è possibile avere anche un ulteriore dispositivo (previsto come optional solo per la S 500), grazie al quale un sensore posto anteriormente capta le asperità sia del terreno che del fondo stradale prima che la vettura vi passi sopra ed adegua le sospensioni anche con tarature differenziate fra singole ruote, in maniera da attutire gli scossoni. Il sistema agisce di concerto con altri dispositivi già presenti sulla vettura e già introdotti diversi anni prima sulle precedenti ammiraglie della Casa, come ad esempio quello, già citato in precedenza, che riesce a contrastare il vento laterale. Oltre a tali dispositivi inerenti alla gestione delle sospensioni, la W222 è corredata di uno sterzo con servocomando elettrico di tipo evoluto, che oltre a variare la propria incidenza in funzione della velocità, varia anche il rapporto di demoltiplicazione a seconda delle esigenze. L'impianto frenante è a quattro dischi, dei quali quelli anteriori sono autoventilanti e forati.
Al suo debutto, la W222 è prevista in tre motorizzazioni, di tre tipi differenti:
- S 500: unica versione a benzina nella gamma di esordio, è equipaggiata con il motore M278 da 4663 cm³, dotato di doppia sovralimentazione ed in grado di erogare fino a 455 CV;
- S 400 Hybrid: unica versione ibrida nella gamma d'esordio, è spinta da un motore M276 da 3498 cm³ aspirato ed accoppiato ad un motore elettrico da 27 CV, che sommati ai 306 CV dell'unità motrice tradizionale danno luogo a 333 CV di potenza totale;
- S 350 BlueTEC: unica versione diesel nella gamma d'esordio, monta un motore OM642 da 2987 cm³ in grado di erogare una potenza massima di 258 CV.

In tutti e tre i casi viene montato un cambio automatico-sequenziale a 7 rapporti con sistema Stop&Start incorporato.

### Evoluzione

#### I primi anni di carriera

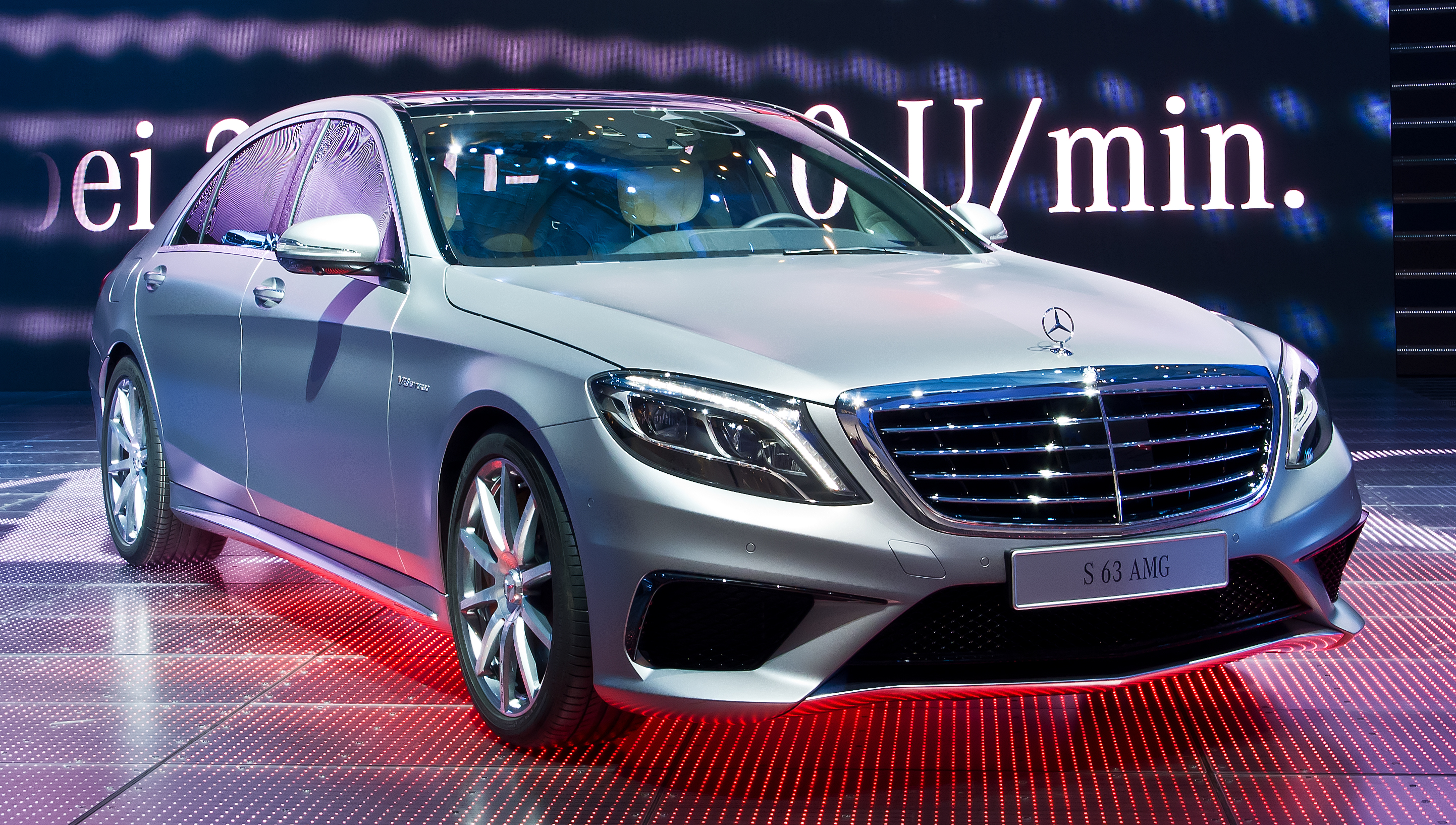
Una AMG S 63 Lunga

La W222 entra in produzione a partire dal mese di giugno del 2013, nelle tre motorizzazioni appena indicate e nelle due classiche varianti di carrozzeria: a passo normale o allungato. A settembre, la gamma si amplia con l'arrivo della prima delle due versioni AMG previste: la S 63 AMG è spinta da un V8 biturbo da 5,5 litri in grado di erogare fino a 585 CV di potenza massima, ed è anch'essa prevista sia in versione a passo normale che in versione a passo allungato. In quest'ultimo caso è prevista la trazione integrale. La trazione sulle quattro ruote viene proposta, sempre a settembre, anche nella S 500, per arrivare nel marzo 2014 anche in abbinamento all'unica versione a gasolio disponibile al momento, dando così luogo alla S 350 BlueTEC 4MATIC.
Sempre nel marzo 2014 si ha l'arrivo della seconda versione AMG, ancora più potente della prima. Tale versione è la S 65 AMG L, disponibile solo in versione a passo lungo e spinta da un potente V12 biturbo da 6 litri, con potenza massima di 630 CV. Ed ancora, in contemporanea, si ha l'arrivo della seconda versione ibrida, la S 300 Hybrid, che a differenza della prima vede il suo motore elettrico accoppiato con un motore diesel anziché a benzina. Questo motore diesel altro non è che l'unità OM651 da 2,1 litri da 204 CV, che sommati ai 27 CV erogati dall'unità elettrica, danno luogo ad una potenza totale di 231 CV. Ad aprile debutta invece la S 600 L, che utilizza invece una variante depotenziata del motore della S 65, sempre un 6 litri con doppia sovralimentazione, ma la cui potenza si riduce a 530 CV.

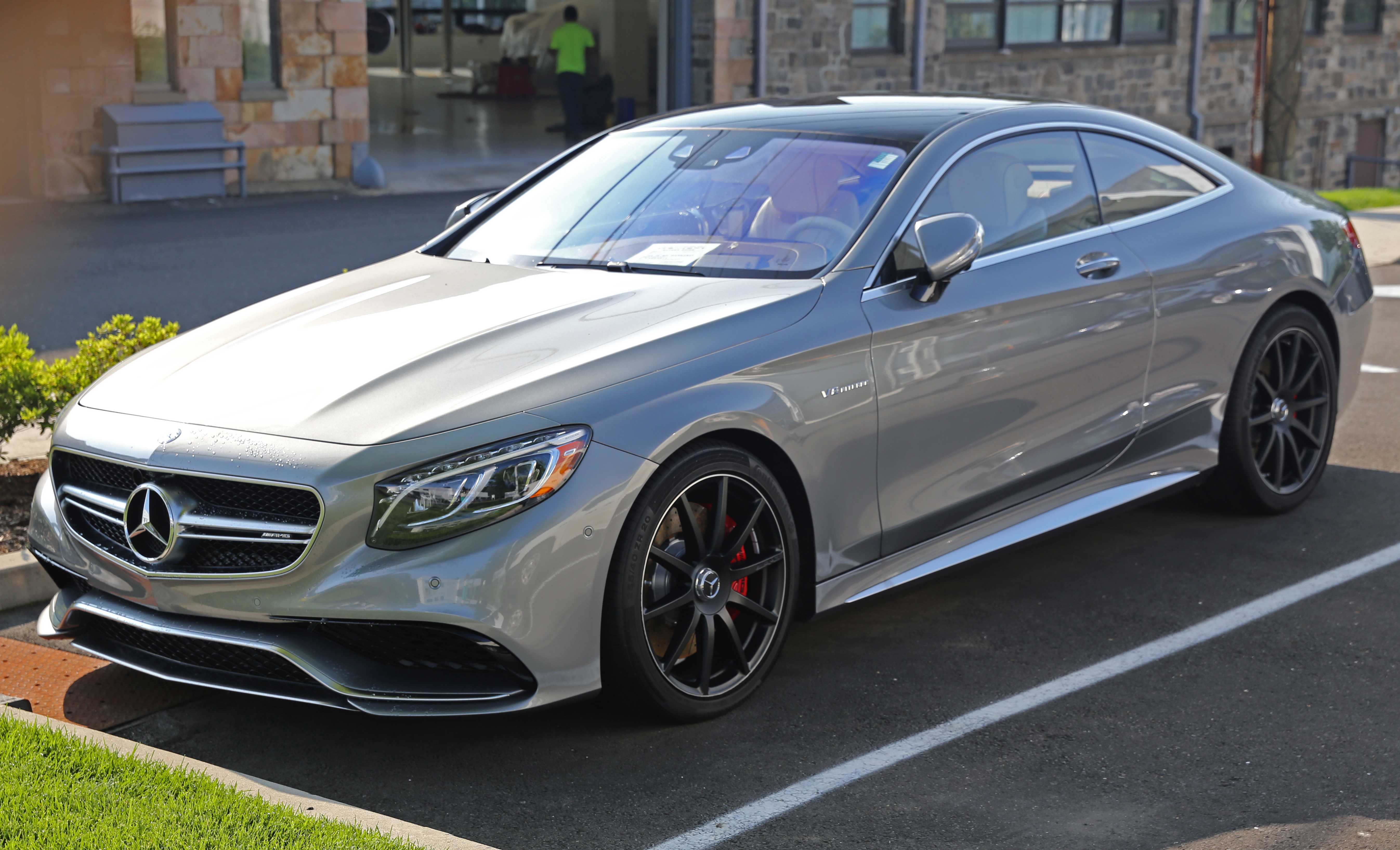
Mercedes-AMG S 63 coupé del 2015

Nel giugno del 2014 comincia la produzione della Classe S Coupé, che trova anche in questo caso la sua versione di punta nella S 65 AMG. Esteticamente la vettura presenta una nuova griglia anteriore e un nuovo impianto di scarico, mentre dal punto di vista meccanico è equipaggiata con un propulsore V12 6,0 da 630 CV con 1000 Nm di coppia gestito da un cambio automatico a 7 rapporti a gestione elettronica. Ciò permette alla vettura di accelerare da 0 a 100 km/h in 4,1 secondi, con velocità massima di 299 km/h. I cerchi da 20", per contenere il peso, sono realizzati in lega e sono avvolti da pneumatici 255/40 R 20 all'anteriore e 285/35 R 20 al posteriore. L'impianto frenante è costituito da quattro freni a disco carboceramici.

A partire dal settembre 2014, è cominciata ad apparire nei listini un'ulteriore versione ibrida, denominata S 500 Plug-in Hybrid ed equipaggiata con un 3 litri biturbo da 333 CV (lo stesso utilizzato in altri modelli della Casa) accoppiato ad un motore elettrico da 116 CV. La potenza combinata dei due motori è di 442 CV, quindi non equivale al totale dei due valori di potenza massima, ma è leggermente inferiore. Questo modello viene proposto solo con carrozzeria lunga. 

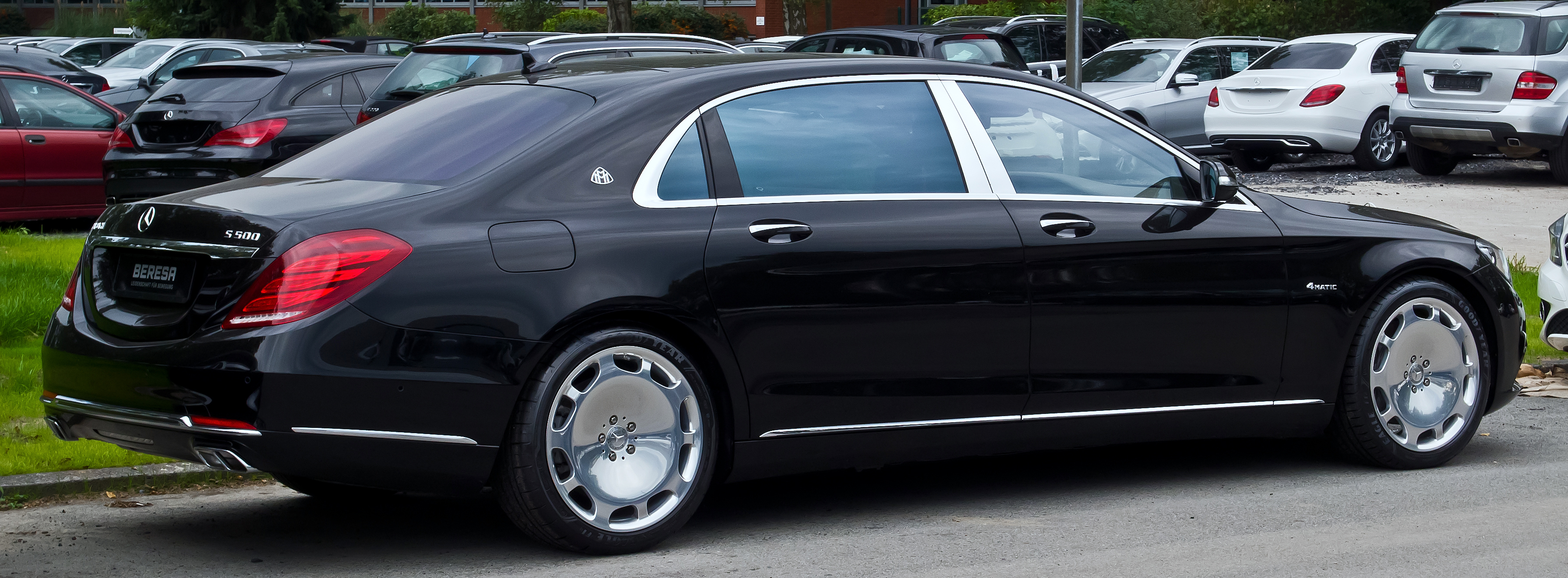
Una Maybach S 500 4Matic

All'inizio del 2015 si ha un nuovo arrivo: debutta infatti un'inedita variante, che porta la denominazione Maybach e che è caratterizzata da un passo ulteriormente allungato rispetto alla già imponente versione Lunga. La Classe S Maybach (sigla di progetto X222) possiede un interasse di ben 3,365 metri, ma le due portiere posteriori sono accorciate di 66 mm in modo da nascondere la vista degli occupanti posteriori da occhi indiscreti. La lunghezza dell'intero corpo vettura è invece di 5,45 metri. Destinata a raccogliere l'eredità della Maybach 57 prodotta fino ad un paio di anni prima, la Classe S Maybach è disponibile in due varianti motoristiche, e cioè le già note S 500 ed S 600, equipaggiate rispettivamente con gli stessi motori delle altre S 500 ed S 600 della gamma W222. La sottogamma Maybach prevede due varianti di trasmissione differenti rispetto alle altre due corrispondenti versioni di pari motorizzazioni: la S 500 Maybach è prevista infatti con un cambio automatico sequenziale a 9 rapporti, mentre l'altra motorizzazione è abbinata invece con un cambio automatico sequenziale a 7 rapporti, lo stesso utilizzato anche in altre versioni della gamma W222. La dotazione di serie della gamma Maybach in generale è ricchissima e comprende accessori ed allestimenti specifici per trasformare la vettura in un ufficio viaggiante o anche in un luogo dove riposare durante il viaggio. Una particolarità distintiva di questa sottogamma sta nella presenza, sul montante posteriore, dello storico logo Maybach costituito da due M sovrapposte (acronimo di Maybach Manufaktur, l'ultima ragione sociale della Maybach come marchio a sé). Pochi mesi dopo, nel maggio 2015, la sottogamma Maybach si arricchisce ulteriormente con l'arrivo della S 500 4MATIC, dotata questa volta di trazione integrale. Contemporaneamente a quest'ultima novità, fa il suo debutto il motore V6 da 333 CV, chiamato ad equipaggiare la S 400 4MATIC, nuova versione "di base" della gamma. Si tratta dello stesso motore impiegato per la S 500 Plug-in Hybrid, ma in questo caso non è abbinato ad alcun altro tipo di propulsore.

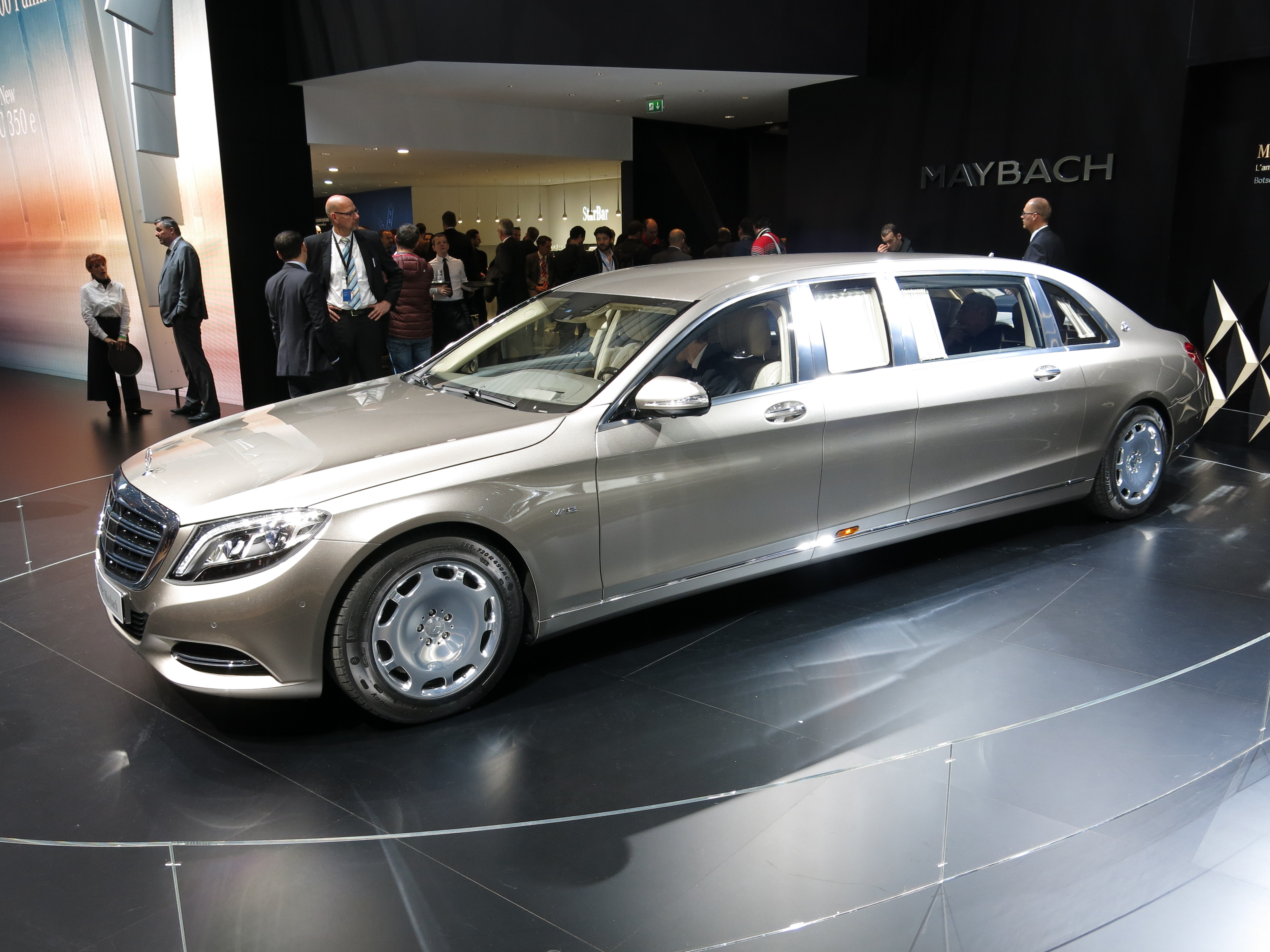
Le impressionanti proporzioni di una Maybach S 600 Pullman

Nel gennaio del 2016 si ha l'arrivo di una nuova versione particolare, ancora più esclusiva rispetto alla già descritta Maybach: si tratta della S 600 Maybach Pullman (sigla di progetto: VV222), caratterizzata da un passo oltremodo allungato e pari a ben 4,418 metri, un valore che di conseguenza fa lievitare anche gli ingombri totali, con una lunghezza da un paraurti all'altro che sfiora i 6,5 metri. Ma la carrozzeria è stata ridisegnata anche in altezza, in modo da assicurare maggior spazio per le teste degli occupanti, e raggiunge in questo caso 1,598 metri, circa 10 cm in più rispetto alle altre S. La vettura, che in realtà era già stata presentata a Ginevra nel 2015, ha cominciato ad essere consegnata solo all'inizio dell'anno seguente, quando è cominciata anche la commercializzazione presso alcuni mercati. Il suo gruppo motopropulsore è lo stesso delle altre S 600, vale a dire il 6 litri biturbo da 530 CV. Con le sue caratteristiche da incrociatore, la Pullman va invece a rilevare quello che fino ad alcuni anni prima era il ruolo della Maybach 62, sorella maggiore della Maybach 57. L'allestimento estremamente lussuoso, e comunque personalizzabile in base ai gusti del cliente, prevede fra l'altro un enorme schermo da 18,5 pollici presente sul divisorio fra zona anteriore e zona posteriore. Tale divisorio è azionabile elettricamente e mediante un apposito comando può essere reso trasparente oppure opaco.
Poco tempo dopo, fra il mese di febbraio e il mese di marzo, il gruppo motopropulsore della S 400 4MATIC viene proposto anche nella nuova S 400 Maybach 4MATIC.

#### Il restyling

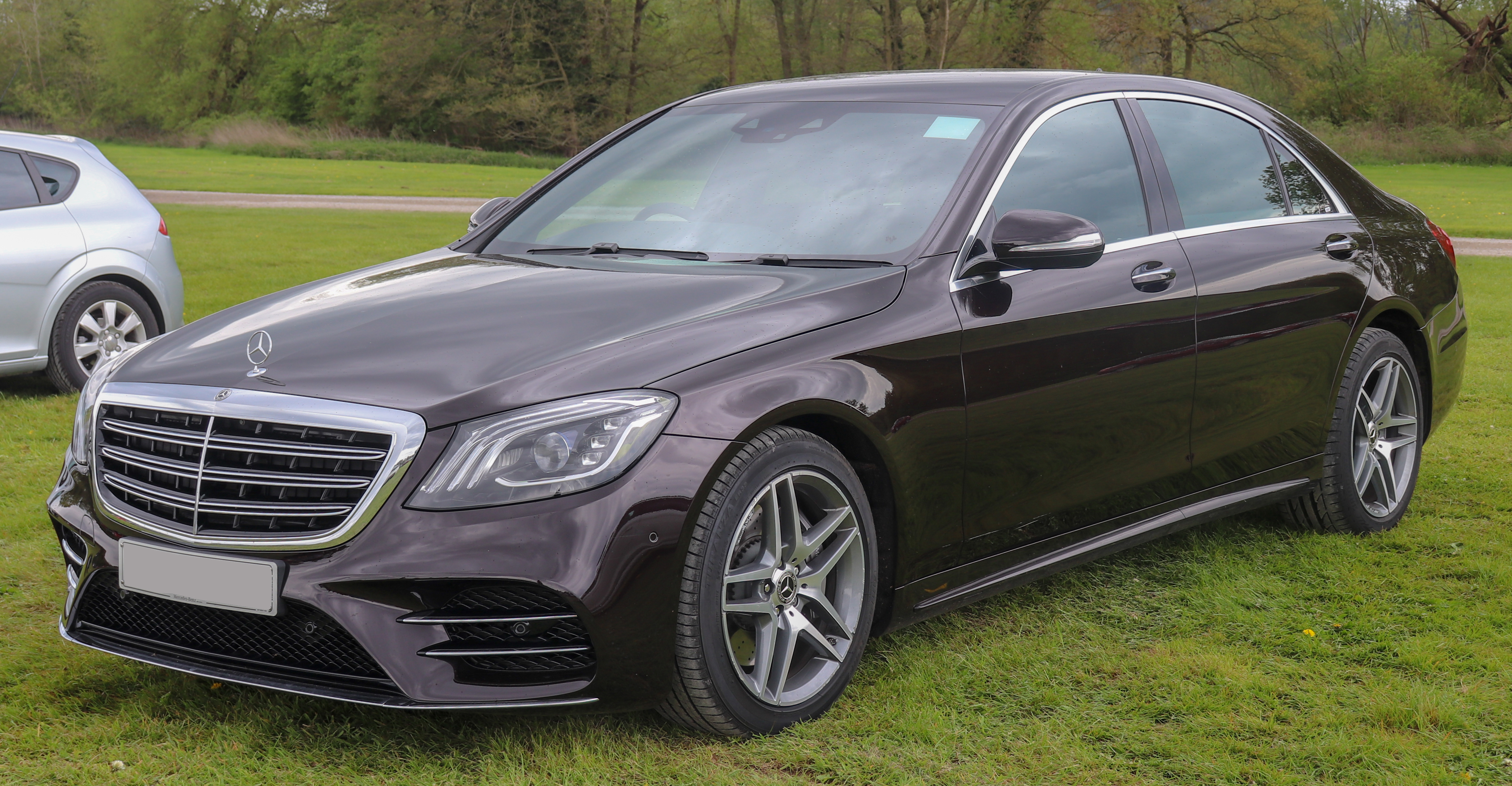
Una S 350 d a passo lungo dopo il restyling del 2017

Nell'aprile del 2017 viene presentato il restyling della W222: gli aggiornamenti stilistici riguardano le nuove calandre per i modelli a 6 e ad 8 cilindri più una nuova calandra esclusiva per la versione Maybach, un nuovo paraurti per tutta la gamma e i nuovi fari anteriori con nuove funzioni, in maniera tale da ottimizzare il fascio di luce al buio. Ma le vere novità si sono avute nell'ambito della gamma motori, quasi completamente rivoluzionata dall'arrivo della nuova superfamiglia di motori modulari sia benzina che diesel, sia a 6 che ad 8 cilindri. Il precedente 3 litri V6 viene sostituito da un nuovo motore, sempre da 3 litri, ma con architettura a 6 cilindri in linea, mentre il V8 da 4,7 litri viene rimpiazzato dal 4 litri biturbo, sempre V8, già visto in diverse varianti sotto il cofano di altri modelli della Casa, come la AMG GT e le versioni di punta delle berline W205 e W213. L'unico motore V12 presente in gamma rimane il 6 litri biturbo già facente parte della gamma pre-restyling, ma che stavolta andava ad equipaggiare anche la lussuosissima S 650 Maybach. Per quanto riguarda i motori diesel, si ha il debutto del nuovo 6 cilindri in linea da 2,9 litri disponibile in due livelli di potenza, ossia 286 e 340 CV, in sostituzione del precedente motore da 3 litri. Un'altra significativa novità stava nel lancio della S 450 e della S 500, entrambe dotate di tecnologia microibrida ed entrambe equipaggiate con un 3 litri a benzina turbo, in grado di erogare rispettivamente 367 e 435 CV. Entrani i motori erano accoppiati ad un motore elettrico da 22 CV che fra l'altro andava ad azionare un compressore elettrico in grado di aumentare la coppia motrice e quindi la spinta ai bassi regimi.

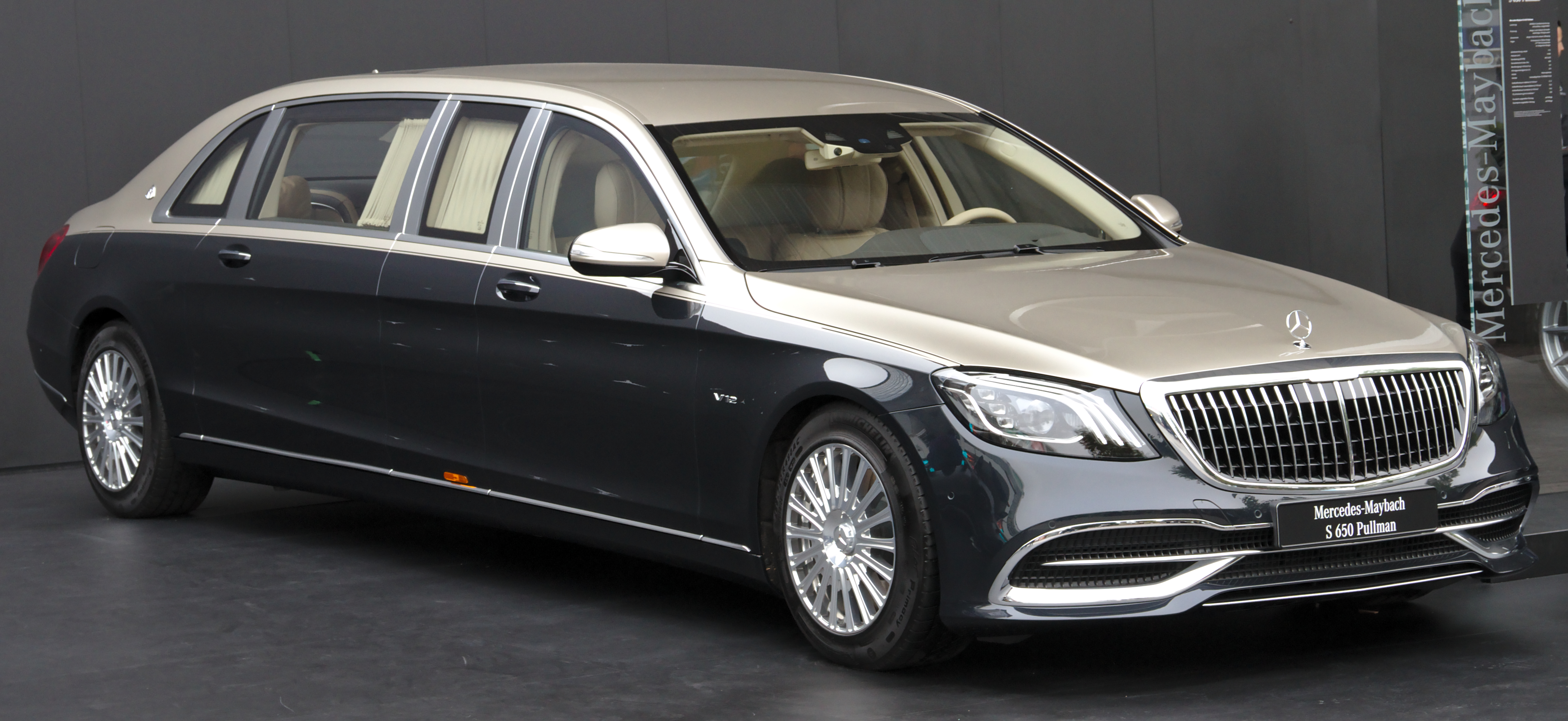
Una Maybach S 650 Pullman post-restyling

In sostanza, questa è la nuova gamma della Classe S W222 dopo il massiccio aggiornamento alla gamma motori:
- S 450: versione microibrida di base spinta dal 3 litri biturbo M256 in grado di erogare una potenza massima di 367 CV;
- S 500: versione microibrida simile alla precedente, ma nella quale il motore viene portato a 435 CV di potenza massima;
- S 560: versione puramente termica equipaggiata con il V8 da 4 litri M176, caratterizzato dalla possibilità di disattivare quattro degli 8 cilindri presenti in modo da ridurre i consumi quando non viene richiesto un grosso apporto di potenza. Tale motore eroga una potenza massima di 469 CV;
- S 600: una delle due versioni equipaggiate con il V12 da 6 litri, in questo caso con potenza massima di 530 CV, pertanto invariata rispetto a prima;
- S 63 AMG: anche per la vice top della gamma motoristica viene scelto il V8 da 4 litri di cui sopra, ma in configurazione M177, cioè costruito direttamente nella fabbrica AMG di Affalterbach, dove viene rivisto in chiave sportiva. Tale motore eroga una potenza massima di 612 CV;
- S 65 AMG: monta lo stesso motore della S 600, ma portato a 630 CV di potenza massima, esattamente come prima dell'aggiornamento di metà carriera;
- S 650 Maybach: nuova versione top di gamma spinta dallo stesso motore della S 65 AMG e caratterizzata da un allestimento particolarmente lussuoso e ricco;
- S 350 d: la meno potente fra le due versioni a gasolio dispone dell'unità da 2,9 litri turbodiesel common rail in grado di erogare una potenza massima di 286 CV;
- S 400 d: la più potente fra le due versioni a gasolio monta lo stesso motore della S 350 d, ma con potenza massima portata a 340 CV.

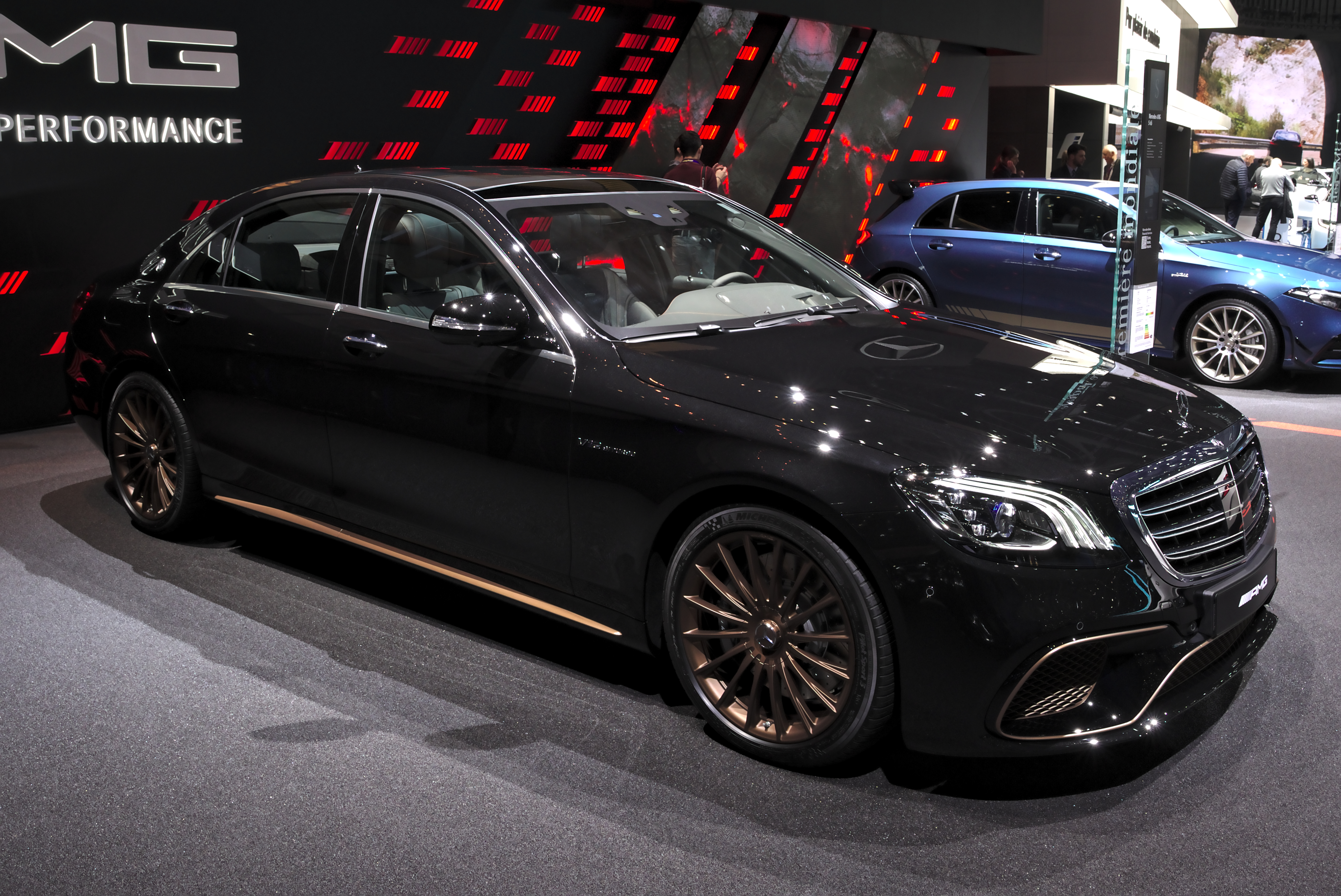
Una S 65 AMG dopo il restyling del 2017

Vale la pena evidenziare inoltre che la gamma post-restyling ha rinunciato temporaneamente alle versioni ibride, in quanto la Casa tedesca si pose inizialmente dei dubbi circa il futuro di tali versioni, preferendo sostituirle con motorizzazioni tradizionali, ma più efficienti e dotate di tecnologie alternative, tra cui il sistema mild-hybrid integrato nei motori M256 a benzina. Infine, vale la pena ricordare che queste motorizzazioni sono abbinabili in gran parte con le varianti di carrozzeria e trazione già viste in precedenza. E così, per esempio, la S 450 è disponibile a passo normale o lungo e a trazione posteriore o integrale, mentre la S 500 è disponibile solo a trazione posteriore ma nelle due varianti di passo. Le differenze più significative a tale proposito stanno nelle versioni Maybach, ora non più disponibili in tre motorizzazioni, ma in due, e cioè con il V8 da 4 litri e da 469 CV, oppure con il V12 da 6 litri e con potenza massima di 630 CV, lo stesso montato nella S 65 AMG con la differenza che nel caso della versione Maybach la denominazione cambia in S 650 Maybach.
La W222 così aggiornata è ordinabile dal mese di maggio 2017, anche se l'arrivo nei concessionari è stato posticipato al mese di luglio. I già citati dubbi del direttivo Mercedes-Benz circa l'opportunità di inserire o meno delle versioni ibride in gamma svanirono già nell'autunno del 2018, quando la casa integrò la gamma W222 con la S 560 e, disponibile solo con carrozzeria a passo lungo ed equipaggiata con lo stesso propulsore da 3 litri della S 500 microibrida, ma accoppiato stavolta con un motore elettrico da 122 CV.
Da quel momento in poi, la gamma non subì altri aggiornamenti particolari, se non un lento ridimensionamento in vista del lancio, avvenuto due anni dopo, della nuova generazione della Classe S, la W223. La gamma in listino fino a quel momento cessa infatti di essere prodotta nel settembre 2020.

### Tabella riepilogativa
Di seguito vengono riepilogate le varie versioni previste per la gamma W222:
| Mercedes-Benz Classe S W222 (2013-20) |                |                                |            |                                                             |                          |                          |            |                                   |                    |              |                     |                    |                       |                    |
| Modello | Sigla progetto | Motore                         | Cilindrata | Alimentazione                                               | Potenza CV/rpm           | Coppia Nm/rpm            | Trazione   | Cambio/ N°rapporti                | Massa a vuoto (kg) | Velocità max | Acceler. 0–100 km/h | Consumo (l/100 km) | Emissioni CO2/ (g/km) | Anni di produzione |
| Versioni a benzina |                |                                |            |                                                             |                          |                          |            |                                   |                    |              |                     |                    |                       |                    |
| S 400 4MATIC | 222.067        | M276DE30AL                     | 2996       | Iniezione diretta biturbo                                   | 333/ 5250-6000           | 480/ 1600-4000           | Integrale  | Aut. seq. 7 rapporti              | 1.920              | 250          | 6"1                 | 8,4                | 196                   | 04/2015- 06/20171  |
| S 400 4MATIC Lunga | 222.167        | M276DE30AL                     | 2996       | Iniezione diretta biturbo                                   | 333/ 5250-6000           | 480/ 1600-4000           | Integrale  | Aut. seq. 7 rapporti              | 1.940              | 250          | 6"1                 | 8,4                | 196                   | 04/2015- 06/20171  |
| S 400 Maybach 4MATIC | 222.967        | M276DE30AL                     | 2996       | Iniezione diretta biturbo                                   | 333/ 5250-6000           | 480/ 1600-4000           | Integrale  | Aut. seq. 7 rapporti              | 2.205              | 250          | 6"3                 | -                  | -                     | 02/2015-06/2017    |
| S 500 | 222.082        | M278DE46AL                     | 4663       | Iniez. dir. biturbo                                         | 455/ 5250-5500           | 700/ 1800-3500           | Posteriore | Aut. seq. 7 rapporti              | 1.880              | 250          | 4"8                 | 8,7                | 199                   | 06/2013-04/2017    |
| S 500 Lunga | 222.182        | M278DE46AL                     | 4663       | Iniez. dir. biturbo                                         | 455/ 5250-5500           | 700/ 1800-3500           | Posteriore | Aut. seq. 7 rapporti              | 1.940              | 250          | 4"8                 | 8,7                | 199                   | 06/2013-04/2017    |
| S 500 Maybach | 222.982        | M278DE46AL                     | 4663       | Iniezione diretta biturbo                                   | 455/ 5250-5500           | 700/ 1800-3500           | Posteriore | Aut.seq. 9 rapporti               | 2.145              | 250          | 5"                  | 9                  | 207                   | 02/2015-04/2017    |
| S 500 4MATIC | 222.085        | M278DE46AL                     | 4663       | Iniezione diretta biturbo                                   | 455/ 5250-5500           | 700/ 1800-3500           | Integrale  | Aut.seq. 7 rapporti               | 1.975              | 250          | 4"8                 | 8,7                | 211                   | 09/2013-04/2017    |
| S 500 4MATIC Lunga | 222.185        | M278DE46AL                     | 4663       | Iniezione diretta biturbo                                   | 455/ 5250-5500           | 700/ 1800-3500           | Integrale  | Aut.seq. 7 rapporti               | 1.995              | 250          | 4"8                 | 9,1                | 225                   | 09/2013-04/2017    |
| S 500 Maybach 4MATIC | 222.985        | M278DE46AL                     | 4663       | Iniezione diretta biturbo                                   | 455/ 5250-5500           | 700/ 1800-3500           | Integrale  | Aut.seq. 9 rapporti               | 2.200              | 250          | 5"                  | 9                  | 207                   | 05/2015-04/2017    |
| S 560 | 222.083        | M176DE40AL                     | 3982       | Iniezione diretta biturbo                                   | 469/ 5250-5500           | 700/ 2000-4000           | Posteriore | Aut.seq. 9 rapporti               | 1.970              | 250          | 4"7                 | 7,6                | 186                   | 05/2017-09/2020    |
| S 560 Lunga | 222.183        | M176DE40AL                     | 3982       | Iniezione diretta biturbo                                   | 469/ 5250-5500           | 700/ 2000-4000           | Posteriore | Aut.seq. 9 rapporti               | 1.995              | 250          | 4"7                 | 7,6                | 186                   | 05/2017-09/2020    |
| S 560 Maybach | 222.983        | M176DE40AL                     | 3982       | Iniezione diretta biturbo                                   | 469/ 5250-5500           | 700/ 2000-4000           | Posteriore | Aut.seq. 9 rapporti               | 2.165              | 250          | -                   | 9,2                | 198                   | 05/2017-09/2020    |
| S 560 4MATIC | 222.086        | M176DE40AL                     | 3982       | Iniezione diretta biturbo                                   | 469/ 5250-5500           | 700/ 2000-4000           | Integrale  | Aut.seq. 9 rapporti               | 2.025              | 250          | 4"6                 | 7,3                | 200                   | 05/2017-09/2020    |
| S 560 4MATIC Lunga | 222.186        | M176DE40AL                     | 3982       | Iniezione diretta biturbo                                   | 469/ 5250-5500           | 700/ 2000-4000           | Integrale  | Aut.seq. 9 rapporti               | 2.050              | 250          | 4"6                 | 7,3                | 200                   | 05/2017-09/2020    |
| S 560 Maybach 4MATIC | 222.986        | M176DE40AL                     | 3982       | Iniezione diretta biturbo                                   | 469/ 5250-5500           | 700/ 2000-4000           | Integrale  | Aut.seq. 9 rapporti               | 2.220              | 250          | 4"9                 | 9,7                | 209                   | 05/2017-09/2020    |
| S 600 Lunga | 222.176        | M279E60AL                      | 5980       | Iniezione indiretta biturbo                                 | 530/ 4900-5300           | 830/ 1900-4000           | Posteriore | Aut.seq. 7 rapporti               | 2.110              | 250          | 4"6                 | 11,2               | 259                   | 04/2014-09/2020    |
| S 600 Maybach | 222.976        | M279E60AL                      | 5980       | Iniezione indiretta biturbo                                 | 530/ 4900-5300           | 830/ 1900-4000           | Posteriore | Aut.seq. 7 rapporti               | 2.260              | 250          | 5"                  | 11,8               | 247                   | 02/2015-06/2017    |
| S 600 Maybach Pullman | -              | M279E60AL                      | 5980       | Iniezione indiretta biturbo                                 | 530/ 4900-5300           | 830/ 1900-4000           | Posteriore | Aut.seq. 7 rapporti               | 3.500              | 250          | 6"4                 | 17,9               | -                     | 01/2016-09/20202   |
| S 600 Maybach Pullman Guard | -              | M279E60AL                      | 5980       | Iniezione indiretta biturbo                                 | 530/ 4900-5300           | 830/ 1900-4000           | Posteriore | Aut.seq. 7 rapporti               | 4.800              | 210          | 9,13                | 19,53              | -                     | 01/2016-09/20202   |
| S 63 AMG | 222.077        | M157DE55AL                     | 5461       | Iniezione diretta biturbo                                   | 585/5500                 | 900/ 2250-3750           | Posteriore | Aut.seq. AMG a 7 rapporti         | 1.970              | 250          | 4"4                 | 10,1               | 237                   | 09/2013-04/2017    |
| S 63 AMG 4MATIC Lunga | 222.178        | M157DE55AL                     | 5461       | Iniezione diretta biturbo                                   | 585/5500                 | 900/ 2250-3750           | Integrale  | Aut.seq. AMG a 7 rapporti         | 1.995              | 250          | 4"                  | 10,3               | 242                   | 09/2013-04/2017    |
| S 63 AMG 4MATIC Lunga | 222.188        | M177DE40AL                     | 3982       | Iniezione diretta biturbo                                   | 612/5500-6000            | 900/ 2750-4500           | Integrale  | Aut.seq. AMG a 9 rapporti         | 1.995              | 250          | 3"5                 | 9,3                | 203                   | 05/2017-09/2020    |
| S 65 AMG Lunga | 222.179        | M279E60AL                      | 5980       | Iniezione diretta biturbo                                   | 630/ 4800-5400           | 1000/ 2300-4300          | Posteriore | Aut.seq. AMG a 7 rapporti         | 2.175              | 250          | 4"3                 | 12                 | 279                   | 03/2014-09/2018    |
| S 650 Maybach | 222.980        | M279E60AL                      | 5980       | Iniezione diretta biturbo                                   | 630/ 4800-5400           | 1000/ 2300-4300          | Posteriore | Aut.seq. 7 rapporti               | 2.285              | 250          | 4"7                 | 13,6               | 289                   | 05/2017-09/2020    |
| Versioni diesel |                |                                |            |                                                             |                          |                          |            |                                   |                    |              |                     |                    |                       |                    |
| S 350 BlueTEC | 222.032        | OM642LSDE30LA                  | 2987       | Turbodiesel iniezione diretta common rail                   | 258/3600                 | 620/ 1600-2400           | Posteriore | Automatico sequenziale 7 rapporti | 1.880              | 250          | 6"8                 | 5,5                | 146                   | 06/2013-04/2017    |
| S 350 BlueTEC Lunga | 222.132        | OM642LSDE30LA                  | 2987       | Turbodiesel iniezione diretta common rail                   | 258/3600                 | 620/ 1600-2400           | Posteriore | Automatico sequenziale 7 rapporti | 1.900              | 250          | 6"8                 | 5,6                | 148                   | 06/2013-04/2017    |
| S 350 BlueTEC 4MATIC | 222.033        | OM642LSDE30LA                  | 2987       | Turbodiesel iniezione diretta common rail                   | 252/3600                 | 620/ 1600-2400           | Integrale  | Automatico sequenziale 7 rapporti | 1.950              | 250          | 6"8                 | 6                  | 156                   | 03/2014-04/2017    |
| S 350 BlueTEC 4MATIC Lunga | 222.133        | OM642LSDE30LA                  | 2987       | Turbodiesel iniezione diretta common rail                   | 252/3600                 | 620/ 1600-2400           | Integrale  | Automatico sequenziale 7 rapporti | 1.970              | 250          | 6"8                 | 6                  | 156                   | 03/2014-04/2017    |
| S 350 d | 222.020        | OM656DE30LA                    | 2925       | Bi-turbodiesel iniezione diretta common rail                | 286/ 3400-4600           | 600/ 1200-3200           | Posteriore | Automatico sequenziale 9 rapporti | 1.895              | 250          | 6"                  | 5,6                | 139                   | 05/2017-09/2020    |
| S 350 d Lunga | 222.120        | OM656DE30LA                    | 2925       | Bi-turbodiesel iniezione diretta common rail                | 286/ 3400-4600           | 600/ 1200-3200           | Posteriore | Automatico sequenziale 9 rapporti | 1.915              | 250          | 6"                  | 5,6                | 139                   | 05/2017-09/2020    |
| S 350 d 4MATIC | 222.021        | OM656DE30LA                    | 2925       | Bi-turbodiesel iniezione diretta common rail                | 286/ 3400-4600           | 600/ 1200-3200           | Integrale  | Automatico sequenziale 9 rapporti | 1.950              | 250          | 5"8                 | 5,9                | 150                   | 05/2017-09/2020    |
| S 350 d 4MATIC Lunga | 222.121        | OM656DE30LA                    | 2925       | Bi-turbodiesel iniezione diretta common rail                | 286/ 3400-4600           | 600/ 1200-3200           | Integrale  | Automatico sequenziale 9 rapporti | 1.975              | 250          | 5"8                 | 5,9                | 150                   | 05/2017-09/2020    |
| S 400 d | 222.034        | OM656DE30LA                    | 2925       | Bi-turbodiesel iniezione diretta common rail                | 340/ 3600-4400           | 700/ 1200-3200           | Posteriore | Automatico sequenziale 9 rapporti | 1.930              | 250          | 5"4                 | 5,6                | 139                   | 05/2017-09/2020    |
| S 400 d Lunga | 222.134        | OM656DE30LA                    | 2925       | Bi-turbodiesel iniezione diretta common rail                | 340/ 3600-4400           | 700/ 1200-3200           | Posteriore | Automatico sequenziale 9 rapporti | 1.950              | 250          | 5"4                 | 5,6                | 139                   | 05/2017-09/2020    |
| S 400 d 4MATIC | 222.035        | OM656DE30LA                    | 2925       | Bi-turbodiesel iniezione diretta common rail                | 340/ 3600-4400           | 700/ 1200-3200           | Integrale  | Automatico sequenziale 9 rapporti | 1.985              | 250          | 5"2                 | 5,9                | 150                   | 05/2017-09/2020    |
| S 400 d 4MATIC Lunga | 222.135        | OM656DE30LA                    | 2925       | Bi-turbodiesel iniezione diretta common rail                | 340/ 3600-4400           | 700/ 1200-3200           | Integrale  | Automatico sequenziale 9 rapporti | 2.000              | 250          | 5"2                 | 5,9                | 150                   | 05/2017-09/2020    |
| Versioni microibride a benzina |                |                                |            |                                                             |                          |                          |            |                                   |                    |              |                     |                    |                       |                    |
| S 400 h | 222.057        | M276DE35 + motore elettrico    | 3498       | Iniezione diretta + batterie                                | 333/65004                | 620/ 3500-52504          | Posteriore | Automatico sequenziale 7 rapporti | 1.850              | 250          | 6"8                 | 6,8                | 159                   | 06/2013-04/2017    |
| S 400 h Lunga | 222.157        | M276DE35 + motore elettrico    | 3498       | Iniezione diretta + batterie                                | 333/65004                | 620/ 3500-52504          | Posteriore | Automatico sequenziale 7 rapporti | 1.870              | 250          | 6"8                 | 6,8                | 159                   | 06/2013-04/2017    |
| S 450 | 222.058        | M256DE30LA                     | 2999       | Iniezione diretta, turbocompressore e compressore elettrico | 367/ 5500-6100           | 500/ 1600-4000           | Posteriore | Aut. seq. 9 rapporti              | 1.920              | 250          | 5"1                 | 7,3                | 157                   | 05/2017-09/2020    |
| S 450 Lunga | 222.158        | M256DE30LA                     | 2999       | Iniezione diretta, turbocompressore e compressore elettrico | 367/ 5500-6100           | 500/ 1600-4000           | Posteriore | Aut. seq. 9 rapporti              | 1.940              | 250          | 5"1                 | 7,3                | 157                   | 05/2017-09/2020    |
| S 450 4MATIC | 222.059        | M256DE30LA                     | 2999       | Iniezione diretta, turbocompressore e compressore elettrico | 367/ 5500-6100           | 500/ 1600-4000           | Integrale  | Aut. seq. 9 rapporti              | 1.985              | 250          | 4"9                 | 7,7                | 167                   | 05/2017-09/2020    |
| S 450 4MATIC | 222.159        | M256DE30LA                     | 2999       | Iniezione diretta, turbocompressore e compressore elettrico | 367/ 5500-6100           | 500/ 1600-4000           | Integrale  | Aut. seq. 9 rapporti              | 2.000              | 250          | 4"9                 | 7,7                | 167                   | 05/2017-09/2020    |
| S 500 | 222.060        | M256DE30LA                     | 2999       | Iniezione diretta, turbocompressore e compressore elettrico | 435/ 5900-6100           | 520/ 1800-5500           | Posteriore | Aut. seq. 9 rapporti              | 1.930              | 250          | 4"8                 | 7,3                | 157                   | 05/2017-09/2020    |
| S 500 Lunga | 222.160        | M256DE30LA                     | 2999       | Iniezione diretta, turbocompressore e compressore elettrico | 435/ 5900-6100           | 520/ 1800-5500           | Posteriore | Aut. seq. 9 rapporti              | 1.950              | 250          | 4"8                 | 7,3                | 157                   | 05/2017-09/2020    |
| Versioni microibride a gasolio |                |                                |            |                                                             |                          |                          |            |                                   |                    |              |                     |                    |                       |                    |
| S 300 BlueTEC Hybrid | 222.004        | OM651DE22LA + motore elettrico | 2143       | Bi-Turbodiesel common rail                                  | 231/42007                | 750/ 1600-18007          | Posteriore | Automatico sequenziale 7 rapporti | 1.940              | 240          | 7"6                 | 4,4                | 115                   | 03/2014-04/2017    |
| S 300 BlueTEC Hybrid Lunga | 222.104        | OM651DE22LA + motore elettrico | 2143       | Bi-Turbodiesel common rail                                  | 231/42007                | 750/ 1600-18007          | Posteriore | Automatico sequenziale 7 rapporti | 1.960              | 240          | 7"6                 | 4,4                | 115                   | 03/2014-04/2017    |
| Versioni ibride (solo a benzina) |                |                                |            |                                                             |                          |                          |            |                                   |                    |              |                     |                    |                       |                    |
| S 500 e Lunga | 222.163        | M276DE30AL + motore elettrico  | 2996       | Iniez. dir. Biturbo + batterie                              | 3335/ 5250-6000 + 116 CV | 4806/ 1600-4000 + 340 Nm | Posteriore | Automatico sequenziale 7 rapporti | 1.880              | 250          | 4"8                 | 2,8                | 65                    | 09/2014-04/2017    |
| Note: 1Per il mercato italiano solo a partire dal marzo 2016 2Non per il mercato italiano 3I dati prestazionali sono ripresi dal sito automobil-catalog.com, all'indirizzo http://www.automobile-catalog.com/car/2017/2505185/mercedes-maybach_s_600_pullman_guard.html 4I dati di potenza e coppia indicati si riferiscono alla somma delle potenze massime dei due motori, quello termico (306 CV e 370 Nm) e quello elettrico (27 CV e 250 Nm) 5Il valore di potenza combinata dei due motori non coincide con il totale dei due valori massimi, ma è leggermente inferiore: 442 CV 6Il valore di coppia massima combinata dei due motori non coincide con il totale dei due valori, ma è invece pari a 650 Nm 7I dati di potenza e coppia indicati si riferiscono alla somma delle potenze massime dei due motori, quello termico (204 CV e 500 Nm) e quello elettrico (27 CV e 250 Nm) |                |                                |            |                                                             |                          |                          |            |                                   |                    |              |                     |                    |                       |                    |

## Le versioni speciali
Nel 2014, a seguito della chiusura del marchio Maybach, avvenuta un anno prima, venne presentata una versione lussuosissima e a passo extra lungo della Mercedes-Benz Classe S, la Mercedes-Maybach S.
Esistono diverse versioni speciali derivate dalla gamma 222: in alcuni casi si tratta di vere e proprie fuoriserie, mentre in altri si tratta di versioni destinate a mercati specifici extra-europei e che mai arriveranno nel Vecchio Continente. Un posto particolare in questo gruppo di versioni è occupato dalle S Guard, ossia dalle versioni blindate. Tali versioni nascono direttamente sulla base meccanica della S 600 e sono previste sia nella configurazione Lunga, sia nella configurazione Maybach (e quindi non nella versione a passo normale, ma neppure nella mastodontica versione Pullman). Il motore è quindi lo stesso delle altre S 600, mentre a fare la differenza sono i massicci rinforzi alla scocca, l'utilizzo di lamiere spesse fino a 5 cm e le superfici vetrate, anch'esse notevolmente ispessite e naturalmente a prova di proiettile. Le versioni Guard sono inoltre caratterizzate da corazzature particolari che le rendono resistenti anche a cariche di esplosivi. Dopo questo massiccio trattamento, la larghezza della vettura è aumentata di ben 20 cm, a causa degli ispessimenti dei lamierati, sia interni che esterni. Anche la massa del veicolo è oltremodo aumentata ed arriva a raggiungere ben 5,2 tonnellate. A causa dell'enorme massa, la velocità massima è stata autolimitata a 210 km/h.
Nel mercato cinese la W222 è stata proposta anche in altre versioni, prima fra tutte la S 320, equipaggiata con un 3 litri da 272 CV. Inoltre la S 400 è proposta anche con la sola trazione posteriore, mentre la S 500, presente a listino solo in versione Lunga, monta un 4 litri biturbo da 422 CV.